# Grekland i olympiska sommarspelen 1948
Grekland deltog i de olympiska sommarspelen 1948 i London med en trupp bestående av 61 deltagare, men ingen av landets deltagare erövrade någon medalj.